# Al Bano (álbum)
Al Bano es el primer álbum del cantante italiano Al Bano.

## Listado de canciones
Cara A
1. Nel Sole
2. (Massara/ Pallavicini/ Carrisi)
3. 03:50

La Donna Di Un Amico Mio 
(R. Carlos/ D. Pace)
02:39
Il Mondo Dei Poveri
(Pontiack/ Conz/ Carrisi)
02:15
Io Lavoro
(Mann/ Weil/ Menegazzi)
(We gotta get out of this place)
03:20
Tu Che L'Amavi
(G. Meccia)
03:18
Io Ho Te 
(Massara/ Pallavicini)
04:24
Cara B
Io Di Notte 
(Carrisi/ Colombini)
03:18
La Compagnia Del Larallala
(Massara/ Beretta/ Conz)
02:59
Tu Non Sei Come Sembri
(A. Isola/ Nisa)
02:31
Bianca Di Luna 
(Carrisi, Massara/ Colombini)
03:33
Pensieri "P33"
(Monegasco/ Beretta/ Conz)
03:01
L'Oro Del Mondo 
(Massara/ Pontiack/ Pallavicini)
03:26